# Acuminodeutopus oculatus
Acuminodeutopus oculatus är en kräftdjursart. Acuminodeutopus oculatus ingår i släktet Acuminodeutopus och familjen Aoridae. Inga underarter finns listade i Catalogue of Life.